# Roland Aboujaoudé
Roland Aboujaoudé (7. září 1930, Jall-Eddib – 2. května 2019) byl libanonský katolický maronitský kněz a biskup.

## Život
Narodil se 7. září 1930 v Jall-Eddibu. Na kněze byl vysvěcen 25. dubna 1959.
Dne 12. července 1975 byl jmenován patriarchálním vikářem Antiochie a titulární biskupem z Arcy ve Fénicii. Biskupské svěcení přijal 23. srpna 1975 z rukou patriarchy Antoina Pierra Khoraicha a spolusvětiteli byli arcibiskup Elie Farah a biskup Joseph Merhi.
Roku 1985 byl jmenován generálním vikářem Antiochie. Tuto funkci vykonával do roku 1988 kdy byl ustanoven pomocným biskupem Antiochije.
Dne 13. srpna 2011 byla přijata jeho rezignace na post pomocného biskupa.